# Siphocampylus macropodoides
Siphocampylus macropodoides är en klockväxtart som beskrevs av Alexander Zahlbruckner. Siphocampylus macropodoides ingår i släktet Siphocampylus och familjen klockväxter.
Artens utbredningsområde är Peru. Inga underarter finns listade i Catalogue of Life.